# Irbid (provins)
Irbid, formellt Muhafazat Irbid (arabiska: محافظة إربد), är en av Jordaniens tolv provinser (muhafaza). Den administrativa huvudorten är Irbid. Provinsen gränsar mot provinserna al-Mafraq, Ajlun, Jarash och al-Balqa samt har internationell gräns mot Syrien, Israel och Palestina (de jure).
Provinsen hade 1 770 158 invånare vid folkräkningen 2015 och en yta på 1 172 km².

## Administrativ indelning
Provinsen är indelad i nio distrikt (liwa):
- Qasabat Irbid
- Bani Ubayd
- al-Mazar ash-Shamali
- ar-Ramtha
- Bani Kinana
- al-Kura
- al-Aghwar ash-Shamaliyya
- at-Tayba
- al-Wastiya